# 山津照神社古墳
山津照神社古墳（やまつてるじんじゃこふん）は、滋賀県米原市能登瀬にある古墳。形状は前方後円墳。息長古墳群（おきながこふんぐん）を構成する古墳の1つ。滋賀県指定史跡に指定され、出土品は滋賀県指定有形文化財に指定されている。

## 概要

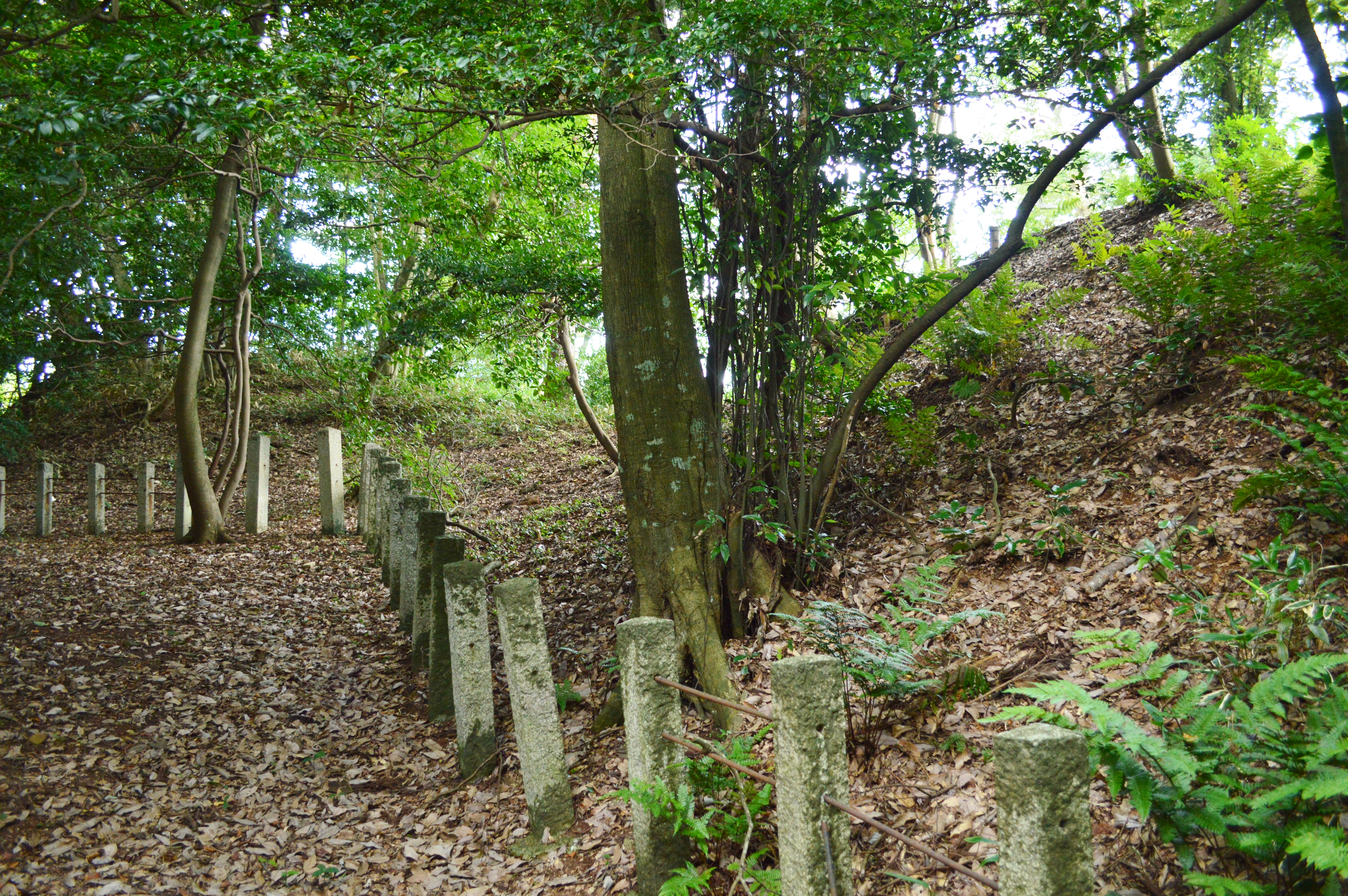
墳丘（北側）右に前方部、左奥に後円部。

滋賀県北東部、湖北地方の横山丘陵の南端部に築造された、湖北地方では代表的な後期古墳である。一帯では塚の越古墳、後別当古墳、人塚山古墳、狐塚古墳などとともに息長古墳群を構成する。現在は式内社の山津照神社境内に位置し、1882年（明治15年）の山津照神社での工事の際に発見され、石棺・遺物が出土している。現在までに墳丘の一部が削平を受けているほか、1994年（平成6年）には京都大学による調査が実施されている。
墳形は前方部が発達した後期の前方後円形で、前方部を西方向に向ける。墳丘長は46.2メートルを測る。墳丘表面では段築・葺石は認められていないが、石見型盾形埴輪・円筒埴輪が巡らされるほか、北側くびれ部では祭祀跡と見られる遺構から造出の存在可能性が指摘される。周溝は認められていない。埋葬施設は横穴式石室で、内部に家形石棺が据えられている。この石棺からは、明治の発見の際に金銅製冠・刀剣・水晶製三輪玉など多数の副葬品が出土している。
この山津照神社古墳は、古墳時代後期の6世紀中葉頃の築造と推定される。息長古墳群では塚の越古墳に後続する首長墓に位置づけられるとともに、息長古墳群ひいては坂田郡一帯では最後の前方後円墳とされる。息長古墳群は坂田郡の豪族の息長氏（おきながうじ）の首長墓群と推測されており、本古墳もその1つとされる（古くは神功皇后の父の息長宿禰王の墓とする説もあった）。琵琶湖対岸では同時期の古墳として鴨稲荷山古墳（高島市鴨）も知られ、これらの古墳を営造した息長氏・三尾氏や両氏が関係する継体天皇を巡り、当時の歴史的背景を考察する説も挙げられている。
古墳域は1969年（昭和44年）に滋賀県指定史跡に指定されているほか、出土品は1957年（昭和32年）に滋賀県指定有形文化財に指定されている。

## 遺跡歴
- 1882年（明治15年）、山津照神社での工事の際に発見、石棺・遺物出土[4][2]。
- 1940年（昭和15年）、出土遺物調査（京都大学考古学教室）[3]。
- 1957年（昭和32年）8月26日、出土品の大部分が滋賀県指定有形文化財に指定[6]。
- 1969年（昭和44年）9月12日、滋賀県指定史跡に指定[6]。
- 1994年度（平成6年度）、墳丘測量調査および墳丘裾発掘調査（京都大学文学部考古学研究室）[3][2]。
- 1996年（平成8年）5月31日、県指定以外の出土品が近江町指定有形文化財（のち米原市指定有形文化財）に指定[6]。
- 2006年（平成18年）3月17日、既県指定以外の出土品が滋賀県指定有形文化財に追加指定[6]。

## 文化財

### 滋賀県指定文化財
- 有形文化財
  - 山津照神社古墳出土品 一括（考古資料）
明細は後出。所有者は山津照神社。1961年（昭和36年）4月1日から滋賀県立琵琶湖博物館保管、2001年（平成13年）12月25日から滋賀県立安土城考古博物館保管[2]。
1957年（昭和32年）8月26日指定、2006年（平成18年）3月17日追加指定[6][2]。
- 史跡
  - 山津照神社古墳 - 1969年（昭和44年）9月12日指定[6][7]。

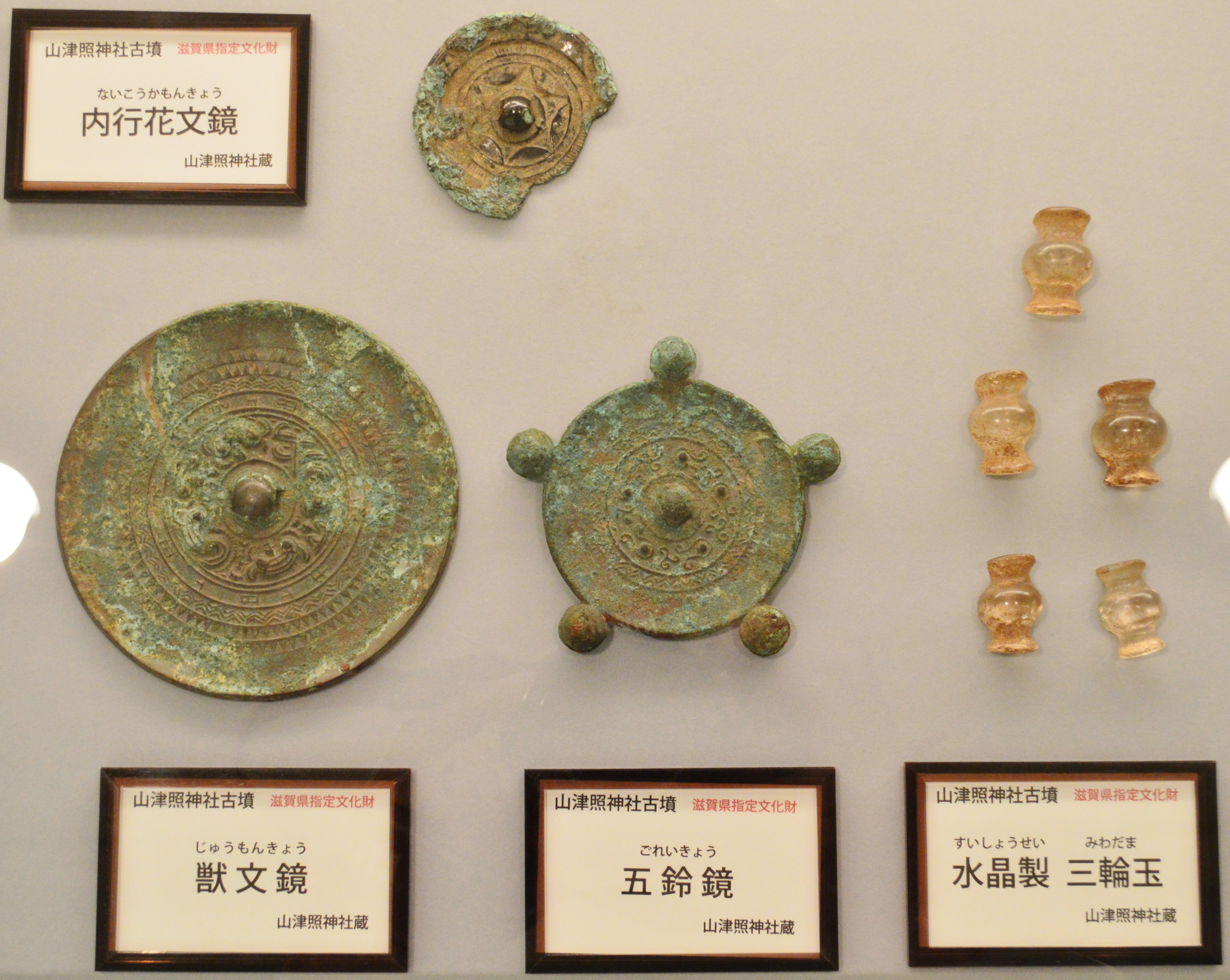
銅鏡・三輪玉 滋賀県立安土城考古博物館展示。
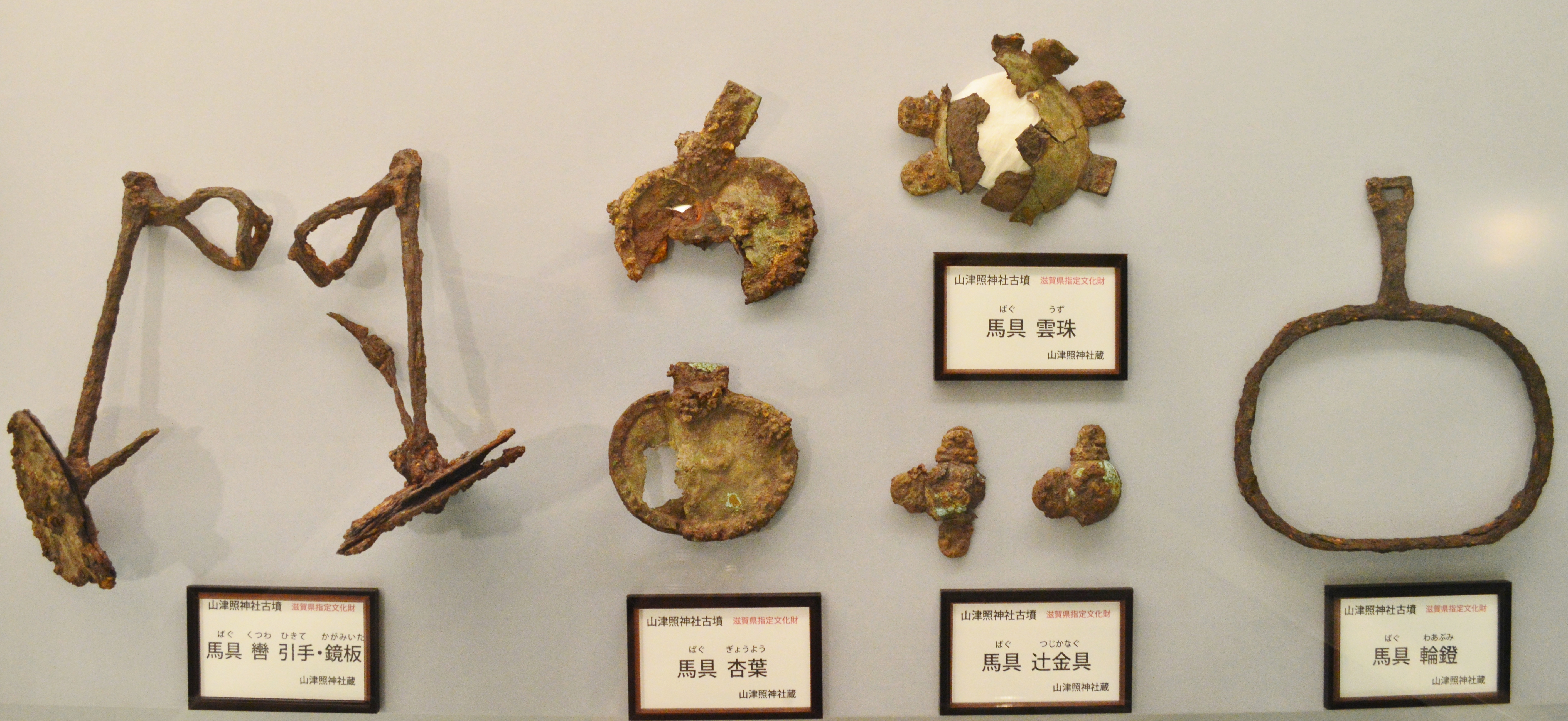
馬具 滋賀県立安土城考古博物館展示。
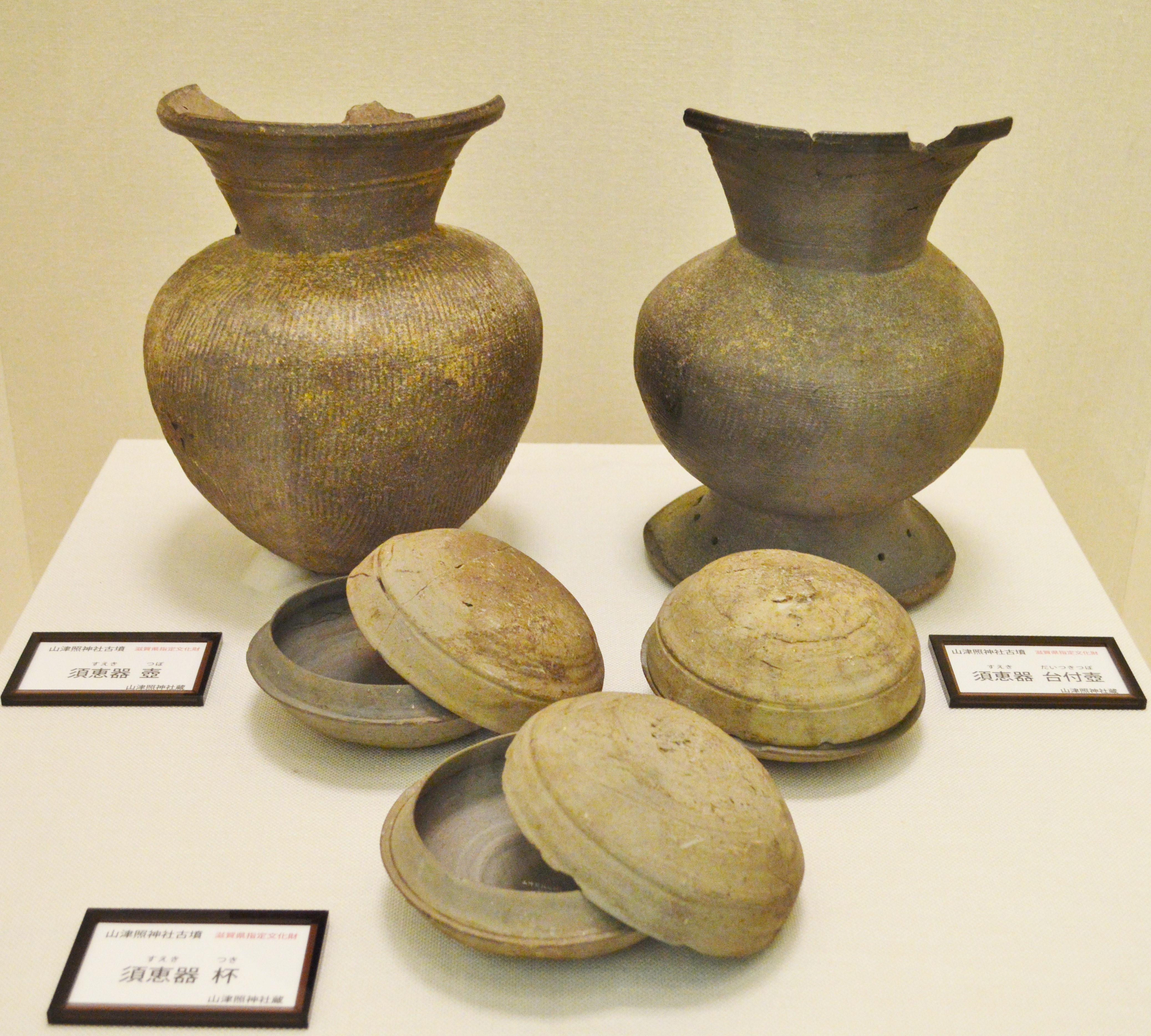
須恵器 滋賀県立安土城考古博物館展示。

昭和32年8月26日指定物件の明細
- 獣紋鏡 1面
- 内行花紋鏡 1面
- 五鈴鏡 1面
- 三輪玉 5箇
- 直刀 3口
- 刀子 3口 - 内2口に鹿角装がある。
- 雲珠破片 1箇分
- 辻金具破片 2箇
- 杏葉 2箇
- 轡 1組
- 鐙 半足
- 鞍橋覆輪破片 若干
- 壺 1口
- 提瓶 1口
- 埴輪破片 若干

平成18年3月17日追加指定物件の明細
- 金銅製冠 破片 一括
- 鉄刀・鉄剣 残欠 一括
- 壺鐙 一括
  - 吊金具（鉸具・兵庫鎖・柄先金具） 2組
  - 鳩胸金具 残欠 1点
- 須恵器蓋杯 3組
- 須恵器台付広口壺 1点
- 須恵器広口壺 2点
- 須恵器大型器台 2点
- 赤色顔料 一括

- 銅鏡・三輪玉
滋賀県立安土城考古博物館展示。
- 馬具
滋賀県立安土城考古博物館展示。
- 須恵器
滋賀県立安土城考古博物館展示。

## 関連施設
- 滋賀県立安土城考古博物館（近江八幡市安土町下豊浦） - 山津照神社古墳出土品を保管・展示。
- 米原市近江はにわ館（米原市顔戸） - 山津照神社古墳の再現模型を展示。

## 関連文献
（記事執筆に使用していない関連文献）
- 京都大学文学部考古学研究室 編『琵琶湖周辺の6世紀を探る』京都大学文学部考古学研究室、1995年。